# Parlamentswahl in Vietnam 2016

Wahlergebnis 2016: Sitzverteilung
KPV: 473
Parteilose: 21

Die landesweiten Wahlen zur Nationalversammlung 2016 fanden am 22. Mai 2016 in Vietnam statt und erfüllten in den Augen von Wahlbeobachtern wegen der Lenkung des Wahlprozesses durch die Kommunistische Partei (KPV) nur teilweise demokratische Standards.

## Ausgangslage
Die vietnamesische Nationalversammlung (vietnamesisch Quốc hội) ist ein Einkammerparlament mit Sitz in Hanoi, deren Mitglieder sich in territorial untergliederten Wahlbezirken in maximal zwei Runden gegen ihre Konkurrenten durchsetzen müssen. Dabei entscheidet in der zweiten Runde die einfache Mehrheit. 18 % der Kandidaten müssen einer ethnischen Minderheit angehören sowie 35 % weiblich sein.
Auf den Kandidatenlisten standen den 870 Mitgliedern der Kommunistischen Partei in diesem Jahr 97 parteilose Politiker gegenüber. Alle Bewerber bedurften der Zulassung durch die Vaterlandsfront, diese ist mit der KPV verknüpft. Zur aktiven Wahl waren fast 70 Millionen Vietnamesen stimmberechtigt. Sie entschieden nicht nur über die Zusammensetzung des Parlaments, sondern wählten in einer Art Kommunalwahl gleichzeitig die Funktionäre für die Stadt- und Gemeindeebene.
Zwischen dem 27. März 2016 und dem 21. April 2016 trafen die Kandidaten in Versammlungen auf das Wahlvolk. Da es mehrere Bewerber pro Mandat gab, waren diese Versammlungen mit einem Wahlkampf z. B. in deutschsprachigen Ländern vergleichbar.

## Ergebnis
Als einzige nach vietnamesischer Verfassung legale Partei erzielte die KPV erwartungsgemäß mit 473 Mandaten die überwältigende Mehrheit der zu vergebenden Parlamentssitze. Die übrigen rund 4 % der Mandate gingen an Politiker ohne Parteizugehörigkeit. Bei der vorangegangenen Wahl 2011 hatten die Parteilosen noch rund 10 % der Sitze errungen.
Die Nationale Wahlkommission bestand aus drei Vertretern der Vaterländischen Front, vier Ministern der amtierenden Regierung sowie vier Vertretern der 2011 gewählten Nationalversammlung. Die Kommission gab die Wahlbeteiligung mit 99,35 % an.
Am 21. Juli 2016 wurde Nguyễn Thị Kim Ngân als Präsidentin der Nationalversammlung wiedergewählt. Für die nächste Parlamentswahl schreibt die vietnamesische Verfassung von 1992 das Jahr 2021 vor.